# Церковь Иоанна Богослова (Конь-Колодезь)
Церковь Иоанна Богослова — православный храм при усадьбе Сенявиных в селе Конь-Колодезь Хлевенского района Липецкой области. Относится к Липецкой епархии Русской православной церкви.

## История
Первое упоминание о деревянной церкви в селе Конь-Колодезь относится к 1711 году. К середине XVIII века был возведен трехпрестольный каменный храм, проект которого разработали в Санкт-Петербурге в мастерской архитектора Ивана Коробова. По другом сведениям, построен в 1795 году.
Существующий вид церковь приобрела при капитальной перестройке в 1835 году. Автором проекта мог быть молодой петербургский архитектор Константин Тон. При церкви в 1885 году была открыта церковно-приходская школа.
В начале 1930-х годов храм был закрыт, в здании устроено зернохранилище, а часовня разобрана на кирпичи. Позже эта участь постигла и церковь, из кирпичей которой была построена школа, сгоревшая в 1990-х годах.
В 2001 году здание бывшей усадьбы Сенявиных, где частично расположился храм, было передано Липецкой епархии.

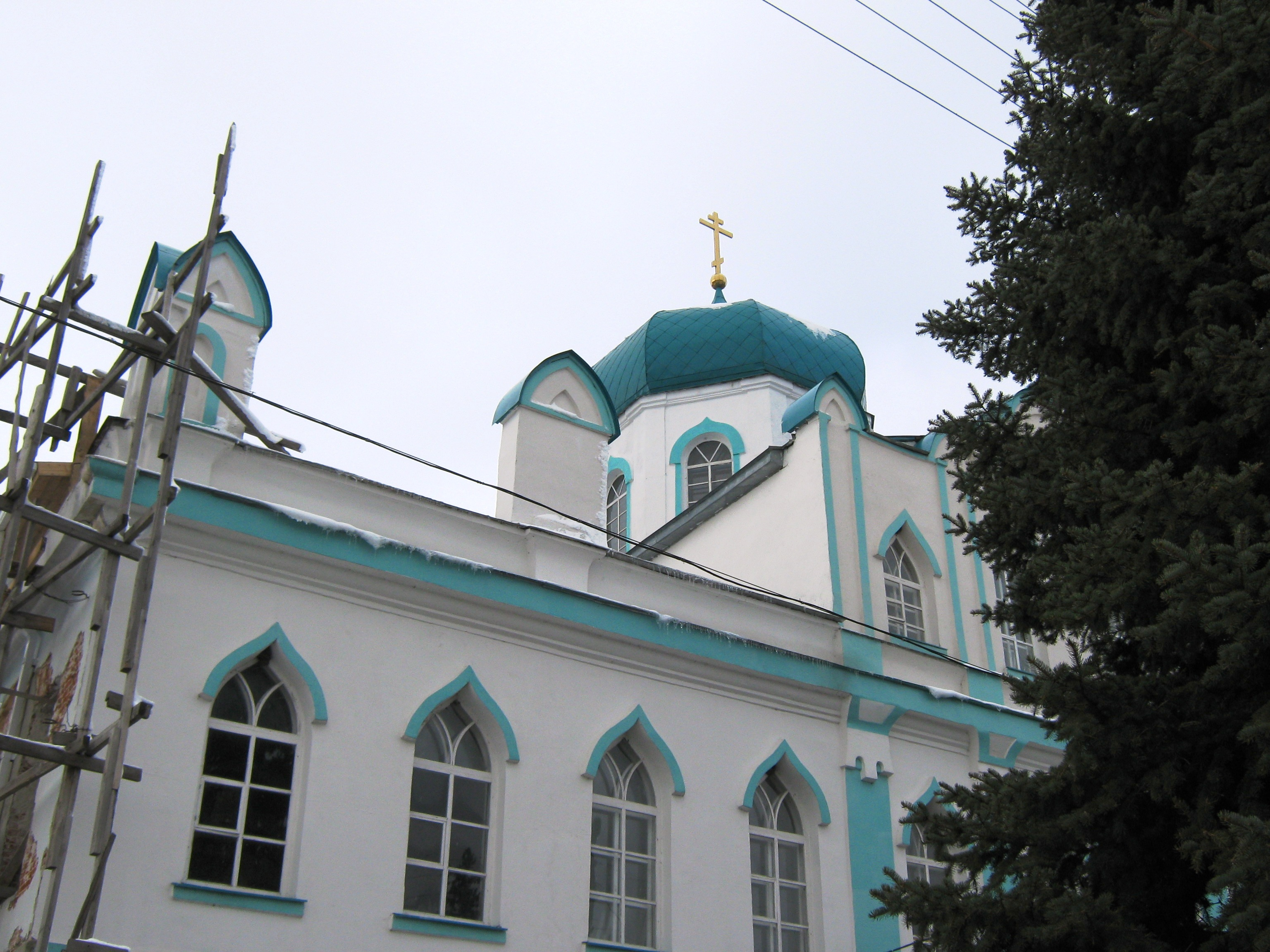
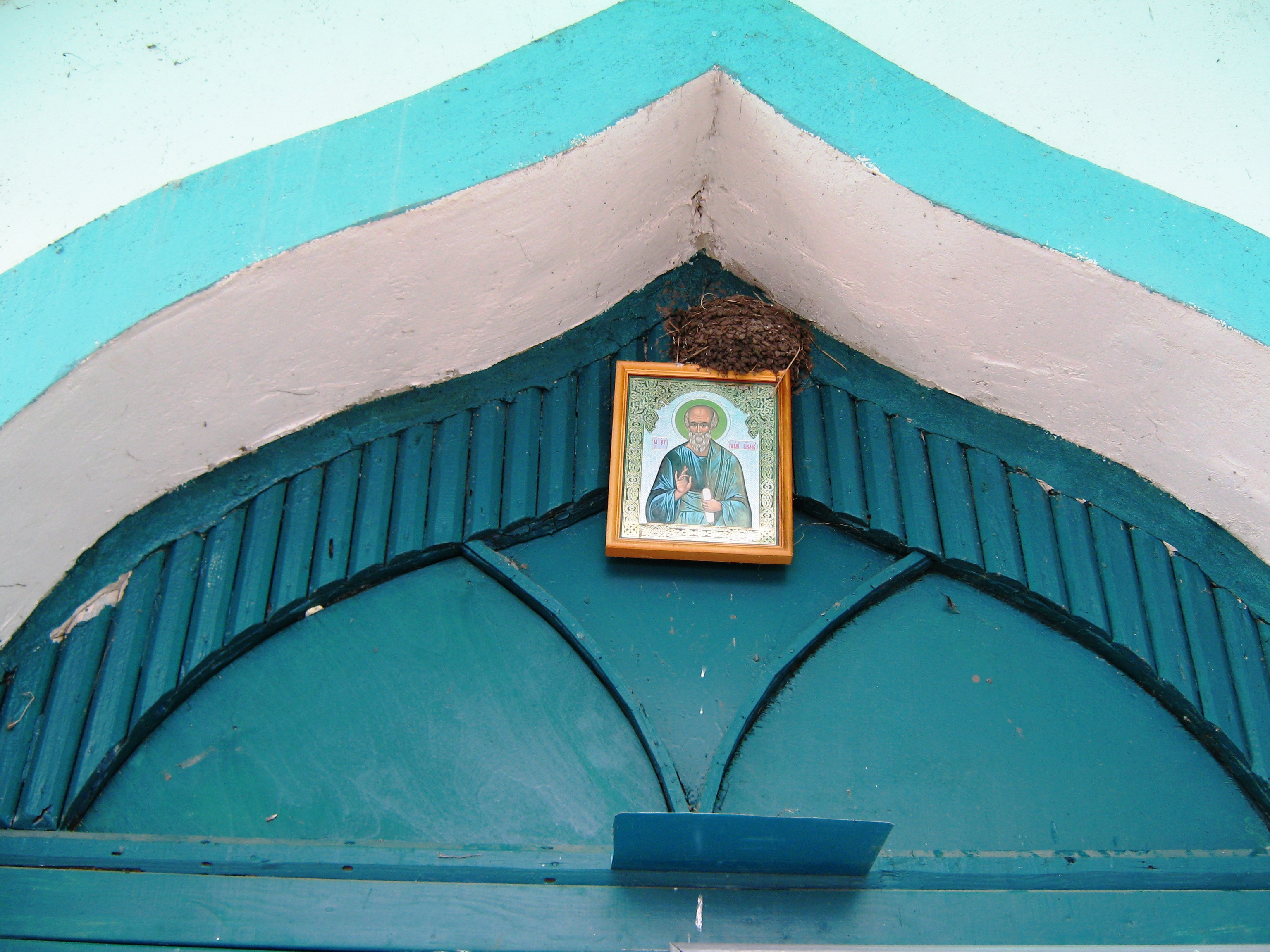